# Constantin Drăghici
Constantin Drăghici (n. 19 ianuarie 1932, București, România – d. 9 aprilie 2015, București, România) a fost un solist vocal, compozitor și orchestrator.

## Date biografice
Încă din timpul liceului pe care îl urmează la Cluj-Napoca este remarcat de Livia Pop, profesoara sa de canto. În 1953 este angajat timp de trei ani în Ansamblul Doina al Armatei. În 1956 se întoarce în Cluj Napoca și se angajează în Corul Operei iar în 1957 intră la Conservator.
Interpretează roluri în operele și operetele stagiunilor clujene. Este remarcat de Ion Dacian și vine la invitația acestuia la București. Din 1960 face parte din Ansamblul Teatrului de Stat de Operetă din București. Își continuă studiile la Conservatroul „Ciprian Porumbescu” pe care le termină în 1962. Abordează și muzică ușoară de estradă.
În 1961 debutează la televiziune cu piesa Nu ești de vină tu de Enrico Fanciotti. Piesa va fi înregistrată pe un disc împreună cu o altă melodie intitulată Gelozia. Este o prezență constantă a emisiunilor realizate de Valeriu Lazarov și Alexandru Bocăneț. În 1962 obține Medalia de Bronz la Festivalul Tineretului de la Helsinki cu melodii compuse de Nicolae Kirculescu și Henri Mălineanu. În 1967 obține premiul al III-lea la Festivalul Național de Muzică Ușoară Mamaia cu compoziția proprie N-ar trebui. Alături de Teatrul Constantin Tănase face turnee în Franța, Germania, Italia, Rusia, Polonia, Bulgaria. Înregistrează pentru case de discuri din Germania (Amiga, Show, BASF). Participă la inaugurarea canalului german de televiziune în culori.
Alături de teatrul Ion Vasilescu face turnee în Israel.
Își petrece o bună perioadă din viață în SUA. În 1982, în urma unui contract la Town Hall, New York, i se oferă un angajament pentru încă un an. Cântă în programe de night club, musicaluri.
În Los Angeles colaborează cu Margareta Pâslaru și cu formația lui Radu Goldiș. iar în 1990 se întoarce în țară și susține recital la Festivalul Mamaia.
În perioada 1992-1995 se stabilește în Germania și apoi revine în România.

## Distincții
- Ordinul Meritul Cultural clasa a IV-a (12 septembrie 1968) „pentru merite deosebite în activitatea muzicală”[2]

## Piese din repertoriu

### Piese proprii
- M-am regăsit
- Tot pe drum
- A căzut o frunză-n calea ta
- N-ar trebui
- Te rog sa ierți

### Piese compuse deVasile Veselovschi
- Tu
- Luna la Mamaia
- Dacă nu ești lângă mine

### Piese compuse deRadu Șerban
- Spune-mi și te cred
- Prea târziu
- Pe litoral

### Piese compuse deAurel Giroveanu
- Am strâns toamnă după toamnă
- Copacul cu frunze de aur
- Nu știi câtă iubire

### Piese compuse deHenry Mălineanu
- O fată mai găsești
- Nici o dragoste nu e ca a noastră
- Dacă n-oi iubi acum, când să iubesc?

### Altele
- Într-o zi (Edmond Deda)
- Te iubesc (Radu Zaharescu)

## Discografie
Compilații
- 2013, A Căzut O Frunză-n Calea Ta , DVD E005, DVD, Eurostar
- 2013, Tot Pe Drum , E 733, CD, Eurostar
- 2007, A Căzut O Frunză ... , EDC 807, CD, Electrecord

Foto Disc
- 1962, Cînta O Mandolină , ECF 46, Flexi Disc, Electrecord

Discuri single 7 inch
- 1974, Heut' Ruft Mein Herz Nur Nach Dir, COA 078, Vinil, BASF Germania
- 1970, Die Balalaika Singt, Vinil, Show'74 Records Germania
- 1968, Doina Badea Și Constantin Drăghici La Festivalurile Internaționale 1967 – Sopot • Bratislava • Split, EDC 920, Vinil, Electrecord
- 1968, Constantin Draghici Cîntă Melodii De Constantin Draghici, EDC 10.038, Vinil, Electrecord
- 1968, Merci Chérie, EDC 921, Vinil, Electrecord

- 1967, Cînta O Mandolină / Să Nu Ne Despărțim - Doina Badea, C.S. 137, Vinil, Electrecord
- 1966, Исполняет Константин Драгич, BTM 5715, Vinil, Балкантон Bulgaria
- 1966, Al IV-lea Concurs Și Festival De Muzică Ușoară Românească – Mamaia 1966, EDC 771, Vinil, Electrecord
- 1965, Festivalul De Muzică Ușoară Românească Mamaia – 1965, EDC 640, Vinil, Electrecord
- 1965, Occhi Neri I Cielo Blu, EDC 637, Vinil, Electrecord
- 1965, Al III-lea Festival De Muzică Ușoară Romanească Mamaia – August 1965, EDC 614, Vinil, Electrecord
- 1965, Al III-lea Festival De Muzică Ușoară Romanească Mamaia – August 1965, EDC 613, Vinil, Electrecord
- 1965, Al III-lea Festival De Muzică Ușoară Romanească Mamaia – August 1965, EDC 610, Vinil, Electrecord
- 1964, Il Surf, EDC 539, Vinil, Electrecord
- 1964, Nici O Dragoste Nu-i Ca A Noastră, EDC 509, Vinil, Electrecord
- 1963, Un Refren, EDC 472, Vinil, Electrecord
- 1963, Numai Azi, EDC 450, Vinil, Electrecord
- 1963, Le Nuvole E La Luna, EDC 425, Vinil, Electrecord
- 1963, Pe Litoral, EDC 374, Vinil, Electrecord
- 1963, Armonica , EDC 337, Vinil, Electrecord